# Volta a la Comunitat Valenciana 1994
La Volta a la Comunitat Valenciana 1994, cinquantaduesima edizione della corsa, si svolse dal 22 al 27 febbraio su un percorso di 907 km ripartiti in 6 tappe, con partenza a Calp e arrivo a Valencia. Fu vinta dal russo Viatcheslav Ekimov della Wordperfect davanti allo spagnolo Miguel Indurain e allo svizzero Tony Rominger.

## Tappe
| Tappa  | Data        | Percorso                                | km  | Vincitore di tappa | Leader cl. generale |
| ------ | ----------- | --------------------------------------- | --- | ------------------ | ------------------- |
| 1ª     | 22 febbraio | Calp > Calp                             | 153 | Adriano Baffi      |                     |
| 2ª     | 23 febbraio | Calp > Almussafes                       | 203 | Viatcheslav Ekimov |                     |
| 3ª     | 24 febbraio | Almussafes > Buñol                      | 146 | Adriano Baffi      |                     |
| 4ª     | 25 febbraio | Buñol > Alcalá de Chivert               | 207 | Adriano Baffi      |                     |
| 5ª     | 26 febbraio | Alcocebre > Benicàssim                  | 175 | Adriano Baffi      |                     |
| 6ª     | 27 febbraio | Valencia > Valencia (cron. individuale) | 23  | Miguel Indurain    | Viatcheslav Ekimov  |
| Totale | Totale      | Totale                                  | 907 |                    |                     |

## Dettagli delle tappe

### 1ª tappa
- 22 febbraio: Calp > Calp – 153 km

| Pos. | Corridore        | Squadra       | Tempo    |
| ---- | ---------------- | ------------- | -------- |
| 1    | Adriano Baffi    | Mercatone Uno | 3h56'12" |
| 2    | Rolf Aldag       | Telekom       | s.t.     |
| 3    | Steffen Wesemann | Telekom       | s.t.     |

| Pos. | Corridore | Squadra | Tempo |
| ---- | --------- | ------- | ----- |

### 2ª tappa
- 23 febbraio: Calp > Almussafes – 203 km

| Pos. | Corridore            | Squadra       | Tempo    |
| ---- | -------------------- | ------------- | -------- |
| 1    | Viatcheslav Ekimov   | Wordperfect   | 5h24'32" |
| 2    | Jean-Paul van Poppel | Festina-Lotus | s.t.     |
| 3    | Erik Dekker          | Wordperfect   | s.t.     |

| Pos. | Corridore | Squadra | Tempo |
| ---- | --------- | ------- | ----- |

### 3ª tappa
- 24 febbraio: Almussafes > Buñol – 146 km

| Pos. | Corridore              | Squadra       | Tempo    |
| ---- | ---------------------- | ------------- | -------- |
| 1    | Adriano Baffi          | Mercatone Uno | 4h23'41" |
| 2    | Javier Palacin Salgado | Euskadi-Orbea | s.t.     |
| 3    | Asiat Saitov           | Kelme         | s.t.     |

| Pos. | Corridore | Squadra | Tempo |
| ---- | --------- | ------- | ----- |

### 4ª tappa
- 25 febbraio: Buñol > Alcalá de Chivert – 207 km

| Pos. | Corridore         | Squadra       | Tempo    |
| ---- | ----------------- | ------------- | -------- |
| 1    | Adriano Baffi     | Mercatone Uno | 5h39'29" |
| 2    | Alfonso Gutierrez | Artiach       | s.t.     |
| 3    | Raúl Alcalá       | Motorola      | s.t.     |

| Pos. | Corridore | Squadra | Tempo |
| ---- | --------- | ------- | ----- |

### 5ª tappa
- 26 febbraio: Alcocebre > Benicàssim – 175 km

| Pos. | Corridore              | Squadra       | Tempo    |
| ---- | ---------------------- | ------------- | -------- |
| 1    | Adriano Baffi          | Mercatone Uno | 4h41'51" |
| 2    | Viatcheslav Ekimov     | Wordperfect   | s.t.     |
| 3    | Javier Palacin Salgado | Euskadi-Orbea | s.t.     |

| Pos. | Corridore | Squadra | Tempo |
| ---- | --------- | ------- | ----- |

### 6ª tappa
- 27 febbraio: Valencia > Valencia (cron. individuale) – 23 km

| Pos. | Corridore          | Squadra     | Tempo  |
| ---- | ------------------ | ----------- | ------ |
| 1    | Miguel Indurain    | Banesto     | 28'20" |
| 2    | Tony Rominger      | Mapei-CLAS  | a 1"   |
| 3    | Viatcheslav Ekimov | Wordperfect | s.t.   |

| Pos. | Corridore          | Squadra     | Tempo     |
| ---- | ------------------ | ----------- | --------- |
| 1    | Viatcheslav Ekimov | Wordperfect | 24h34'06" |
| 2    | Miguel Indurain    | Banesto     | a 10"     |
| 3    | Tony Rominger      | Mapei-CLAS  | a 11"     |

## Classifiche finali

### Classifica generale
| Pos. | Corridore          | Squadra     | Tempo     |
| ---- | ------------------ | ----------- | --------- |
| 1    | Viatcheslav Ekimov | Wordperfect | 24h34'06" |
| 2    | Miguel Indurain    | Banesto     | a 10"     |
| 3    | Tony Rominger      | Mapei-CLAS  | a 11"     |